# Есад Рибић
Есад Рибић, (Загреб, 10. новембар 1972) је хрватски стрип цртач, илустратор и аниматор. Најпознатији је по својим радовима за издавачку кућу Марвел комикс. Између осталих радио је на стрип серијалима Сребрени Летач: Реквијем, Локи, Намор: Дубине и Тор: Бог грмљавине. Такође je радио и серијал Four Horsemen за DC Vertigo.

## Биографија
Рођен је у Загребу 1972. Завршио је средњу Школу примијењених умјетности и дизајн у Загребу, смјер графички дизајн. Током трећег разреда средње школе, око 1989. године почиње радити у Загреб филму гдје је имао прилике да усаврши свој таленат и знање учећи од стручњака. Радио је најприје као фазер, потом као аниматор и коначно као сликар позадина. У Загреб филму је радио на анимацији филмова попут "Мали летећи медвједићи","Чудновате згоде шегрта Хлапић","Ad astra" и других.
Као заљубљеник у цртање, a истовремено јако талентован младић пожелио је кренути и на Академију ликовних умјетности. Али академски програм није дозвољавао истовремени рад у домену умјетничког стваралаштва, односно за Загреб-филм, и студирање. Есад је између плате и академске титуле изабрао прво. Истовремено уз рад у Загреб филму, почиње, почетком 90-тих, да црта краће стрипове и илустрације најприје за Плави вијесник (под псеудонимом Јоаким Дабо), а потом и у Нови Данас, Тједник, Модра ласта и Јутарњи лист. Нацртао је и неколицину насловница за књиге са научнофантастичном тематиком. Такође је сарађивао на пројектима везаним за производњу видео игрица.
Цртао је и њемачки стрип "Гешпенстер Гешихте" (Gespenster Geschichte) - "Сабласне приче" издавача Бастеи. Били су то углавном наивни дјечији хорор стрипови. Пошто су били намијењени за млађу публику унутра уопште није било крви нити претјераних насилних сцена. Улијед ратних околности тачније око 1992. године, Загреб филм пропада и Есад се у потпуности окреће стрипу, проширујући сарадњу са њемачким издавачима, истовремено покушавајући да направи нешто у комбинацији са хрватским стрип ауторима. У периоду 1995-1996. сарађује са сценаристом Миљенком (Микијем) Хорватићем на њиховом заједничком пројекту научнофантастичном стрипу од стотињак страна под именом "Codename Scorpio" (Коуднејм Скорпио). Иако је био намијењен њемачким издавачима, стрип је 1996 објављен у САД од стране мањег издавача из Сан Антонија, Тексас - "Antarctic Press". Са овом издавачком кућом сарађивао је у наредних неколико година. Његов пријатељ и стрип цртач Едвин Биуковић препоручио га је издавачу DC Vertigo. Ова препорука и сарадња са Antarctic Press утицали су на то да је Рибић 2000. добио позив од издавача Марвел комикс, а исте године и за DC Vertigo
За Марвел Рибић илуструје "Локија" (2004). У периоду 2011-2012, Рибић црта Ultimate Comics: The Ultimates по сценарију Џонатана Хикмана, а потом у јануару 2013. заједно са Џејсоном Ароном започиње серијал Тор:Бог грмљавине. Ова серија је проглашена за најбољу осму причу свих времена о Тору од стране Comicbook.com.
Рибић је, 2015. године најављен као један од цртача који треба да ради на новом серијалу Metabarons чији су сценаристи Алехандро Ходоровски и Џери Фрисен, иако његова поглавља нису објављења због отказивања серија. Исте године са Џонатаном Хикману урадио је ограничену серију "Тајни ратови". Серија је добила позитивне критике, а критичари су похвалили причу, ликове, акцију и умјетничке стилове.
На Image Expo 2016. објављено је да ће Рибић и Иван Брендон бити дио креативног тима научнофантастичне серије, VS, чије је емитовање требало бити у фебруару 2018. Током 2019. Рибић нацртао Конана варварина: Егзодус. Исте године дебитовала је и мини стрип серијал од четири броја "Краљ Тор" на којој је Рибић поново удружио снаге са Џејсоном Ароном. Августа 2020. Марвел комикс је најавио да ће Рибић радити стрип серијал "Вечни" која је најављена за новембар исте године.
Рибић је у свијету стрипа познат по фотореалистичном стилу и вјештини у дигиталном цртежу. Узори су му Рафаело, Микеланђело, Леонардо да Винчи и Рембрант.. О Есаду Рибићу је 2007. снимљен получасовни документарни филм "Сви мисле да је већа губа радити на бензинској пумпи". Члан је Удружења ликовних умјетника примјењене умјетности Хрватске (од 1998) и Хрватске заједнице самосталних умјетника.

### Антартик Прес
- Code Name: Scorpio nn. 1-4 (1996–1997)
- Shotgun Mary: "Son of the Beast" (1997)
- Warrior Nun: Frenzy nn. 1-2 (1998)

### Вертиго
- Strange Adventures n. 4 (2000)
- Four Horsemen nn. 1-4 (2000)
- Flinch n. 12 (2000)

### Марвел комикс
- X-Men: Children of the Atom nn. 5-6 (2000)
- Uncanny X-Men Annual '00 (2000)
- Cable nn.86 (2000)
- The Brotherhood nn. 1-3 (2001)
- Ultimate X-Men nn. 13-14 (2002)
- Loki nn. 1-4 (2004)
- Silver Surfer: Requiem nn. 1-4 (2007)
- Sub-Mariner: The Depths nn. 1-5 (2008–2009)
- Dark Reign: La Lista – Wolverine (2009)
- X-Men: Second Coming n. 2 (2010)
- Uncanny X-Force nn. 5-7 (2011)
- Ultimate Comics: The Ultimates nn. 1-9 (2012)
- Thor: God of Thunder nn. 1-25 (2013-2014)
- X-Men: Battle of the Atom n. 2: "Chapter 10" (2013)
- The Avengers vol. 5, n. 24: "Rogue Planet" (2014)
- Secret Wars III nn. 1-12 (2015–2016)

### Насловнице
- Wolverine vol. 2, nn. 181-189 (2002–2003)
- Wolverine vol. 3, nn. 1-6 (2003)
- Kingpin nn. 1-3 (2003)
- Black Panther nn. 1-2, 20 (2005–2006)
- Toxin n. 1 (2005)
- House of M nn. 1-8 (2005)
- Ghost Rider n. 1 (2005)
- The Silver Surfer Omnibus HC (2007)
- Moon Knight nn. 11-12 (2007)
- Daredevil nn. 501-504 (2009–2010)
- X-Factor n. 200 (2010)
- Thor v1 n. 609 (2010)
- The Amazing Spider-Man nn. 636, 688 (2010–2012)
- Uncanny X-Force nn. 1-4, 8-18 (2010–2012)
- Astonishing Thor n. 1 (2010)
- John Carter: The World of Mars n. 1 (2011)
- Avengers vs. X-Men n. 7 (2012)
- Wolverine vol. 1, n. 309 (2012)
- Untold Tales of Punisher MAX n. 3 (2012)
- Thor: God of Thunder nn. 6, 12, 16-18 (2013–2014)
- The Avengers vol. 5, nn. 1-2 (2013)
- Cable and X-Force n. 15 (2013)
- Thor vol. 4, nn. 1-2 (2014–2015)